# Botgeta muntanyenca
La botgeta muntanyenca (Alyssum montanum), és una espècie de planta herbàcia de la família de les brassicàcies.
També pot rebre el nom de botja groga.

## Descripció
Planta perenne de fins a 20 cm, formen grups de plantes més o menys compactes, ramificada a partir de la base, de color verda cendrosa. Cep llenyós. Tiges floríferes erectes i ascendents. Fulles cobertes de pèls estavellats, de vegades amb alguns pèls asimètrics en el marge; les fulles inferiors oblongues i atenuades en un curt pecíol, les fulles superiors més grans i estretes.
Raïms que s'allarguen progressivament durant l'antesi. Sèpals verds, amb la cara externa coberta de pèls estavellats, bifurcats, alçats, més nombrosos en els sèpals mitjans. Pètals grocs d'uns 4 mm, amb pèls estavellats. Estams laterals amb un apèndix sencer o dentat, soldat a la base del filament; els mitjans, amb filaments alats, amb una dent sencera. Ovari pubescent. Fruits 5 mm, suborbiculars, amb valves cobertes de pèls estavellats. Dues llavors per lòcul.
Hàbitat
Sòls calcaris i calcari dolomítics.
Distribució
Eurosiberiana, Mediterrània i Nord-africana.

## Taxonomia
Alyssum montanum va ser descrit el 1753 per Carl von Linné i publicat en el 2n volum de Species Plantarum.
- Alyssum montanum descrit per Brot. és Alyssum alyssoides de L.
- Alyssum montanum descrit per Pall. és Alyssum lenense d'Adams
- Alyssum montanum descrit per Patrin és Alyssum canescens de DC.

Sinonímia
NOTA: Els noms que presenten lligals són sinònims en altres espècies: 
- Aduseton montanum
- Adyseton bertolonii
- Adyseton diffusum
- Adyseton montanum
- Alyssum albescens
- Alyssum arenarium
- Alyssum beugesiacum
- Alyssum brevifolium
- Alyssum collinum
- Alyssum erigens
- Alyssum flexicaule
- Alyssum montanum var. aitanicum
- Alyssum montanum var. alcalatenicum
- Alyssum montanum var. australe
- Alyssum montanum var. guilleriense
- Alyssum montanum var. pedemontanum
- Alyssum montanum var. pradense
- Alyssum montanum var. psammeum
- Alyssum montanum var. ramosissimum
- Alyssum montanum var. rhodanense
- Alyssum montanum var. xerophilum
- Alyssum petrophilum
- Alyssum porphyreticum
- Alyssum psammeum
- Alyssum rhodanense
- Alyssum samborense
- Alyssum vernale
- Alyssum xerophilum
- Anodontea arenaria
- Clypeola montana
- Crucifera alyssum
- Moenchia saxatilis

## Usos
Alyssum montanum és molt utilitzat en jardineria. Com a característica principal és ultraresistent (suporta temperatures de -20 °C), és entapissant, fa molt nombroses flors, encara que petites, que formen grups compactes olorosos. Ideal per a rocalles.

## Estudis

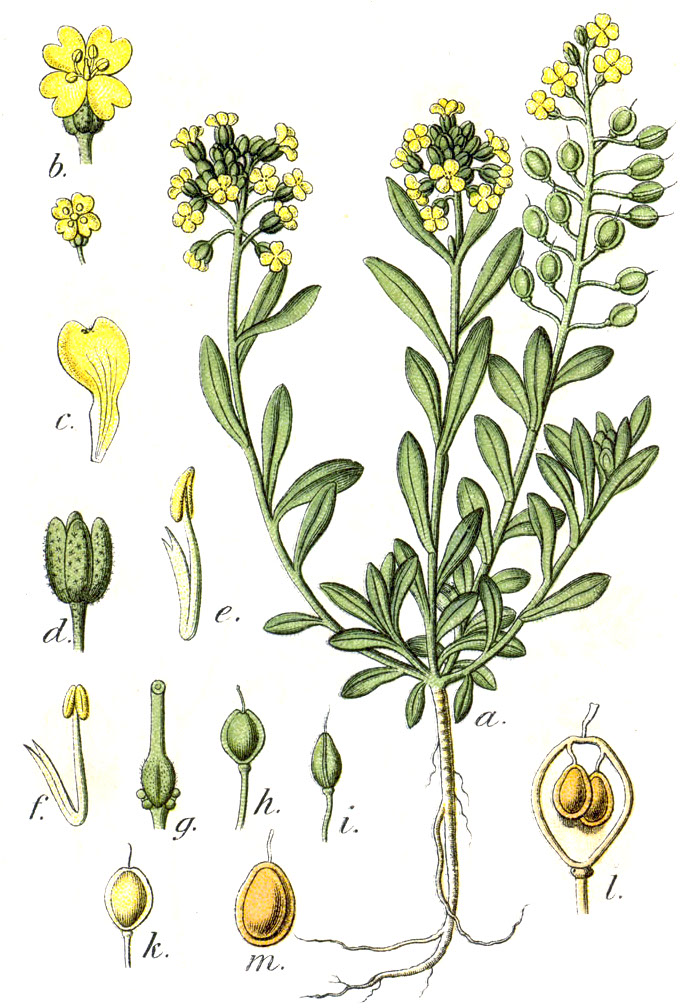
Il·lustració Deutschlands Flora in Abbildungen.Johann Georg Sturm. 1796

- Es va estudiar la resposta dels sistemes radiculars d'Alyssum montanum als nivells de Cu. També es va fer recerca sobre els canvis en el contingut de clorofil·la i metall i la funció fotosintètica. Les baixes concentracions en la solució nutritiva no van afectar l'allargament de l'arrel, probablement a causa del desenvolupament de cotolerància a Cu i les plantes són tolerants a Zn i Pb.[4]
- L'Estudi se centra en les poblacions de A. montanum d'Europa central, una espècie que és altament variable respecte a la seva morfologia, nivells de ploidia i requisits ecològics. Aquesta variació es reflecteix naturalment en diversos tàxons infraespecífics reconeguts, i existeixen diverses opinions respecte al seu valor i circumscripcions. Basant-se en el polimorfisme de la longitud del fragment amplificat (AFLP), així com en les proves morfomètriques i de citometria de flux, han demostrat que els patrons de variació contradiuen els conceptes taxonòmics actuals d'aquesta espècie.[5]